# Гусейнов, Айдын Курбан оглы
Айдын Гусейнов (азерб. Aydın Hüseynov, 31 августа 1957 — 30 октября 2003) — азербайджанский шахматист, гроссмейстер (1998).
Чемпион Закавказья (1982). С 1991 по 1996 годы являлся главным тренером сборной Катара.

## Биография
Шахматами начал заниматься в 9 лет в обществе «Буревестник», посещал группу Владимира Багирова, а также несколько месяцев лекции Владимира Андреевича Макогонова. На протяжении всей карьеры не имел шахматного тренера. Мастер спорта СССР с 1978 года, международный мастер с 1995 года, международный гроссмейстер с 1998 года (3-й в истории Азербайджана). С 1991 по 1996 года работал тренером шахматной сборной Катара. Скоропостижно скончался 30 октября 2003 года, в возрасте 46 лет.

### Семья
Жена — Алиева Эльмира, 13-кратная чемпионка Азербайджана по шахматам, международный мастер, первая азербайджанка мастер спорта СССР по шахматам.
Сын — Эльмир Гусейнов, международный мастер, многократный чемпион Азербайджана среди юношей, чемпион Азербайджана 2007 года.

## Шахматная карьера
Айдын Гусейнов очень успешно выступал в чемпионатах Закавказья (Азербайджан, Армения, Грузия) и всесоюзных соревнованиях:
- 1982 год — Чемпионат Закавказья (Гянджа), 1 место
- 1984 год — Чемпионат Закавказья (Тбилиси), 3 место
- 1983 год — Чемпионат Всесоюзного Общества «Урожай», 1 место
- 1987 год — Чемпионат Профсоюзов СССР (Тюмень), 2 место
- 1988 год — Чемпионат Профсоюзов СССР (Ужгород), 2 место
- 1990 год — Чемпионат Профсоюзов СССР (Херсон), 2 место
- 1996 год — Чемпионат Азербайджана, (Баку), 1 место

Международные турниры:
- 1983 год — Международный турнир (Баку), 2 место (после Найджела Шорта)
- 1984 год — Международный турнир (Чехословакия), 1 место
- 1988 год — Международный турнир (Польша), 1 место
- 1994 год — Международный турнир (Узбекистан), 2 место
- 1997 год — Международный турнир (Азербайджан, Загульба), 1-2 место
- 1998 год — Международный турнир (Турция, Анкара), 1-2 место
- 1999 год — Международный турнир (Греция, Афины), 2-4 место

Айдын Гусейнов на протяжении многих лет успешно представлял Азербайджан в командных соревнованиях:
- 1974 год — Спартакиада школьников СССР, 1 место на 1-й доске (5.5 из 7) c Гарри Каспаровым на второй доске, команда заняла 4-е место в общем зачете.
- 1990 год — Спартакиада народов СССР, 1 место на 2-й доске (8 из 9)

Выступал за Азербайджан также на Спартакиадах СССР в 1979 и 1983 годах, а также на Всемирной Олимпиаде в 1998 года в Элисте и на Командном Чемпионате Европы в 1997 году в Хорватии (6 из 9 на 1-й доске).

## Изменения рейтинга
| Графики недоступны из-за технических проблем. См. информацию на Фабрикаторе и на mediawiki.org. |